# Spoorlijn Dreux - Saint-Aubin-du-Vieil-Évreux
De Spoorlijn Dreux - Saint-Aubin-du-Vieil-Évreux was een Franse spoorlijn van Dreux naar Le Vieil-Évreux. De lijn was 35,4 km lang en heeft als lijnnummer 397 000.

## Geschiedenis
De lijn werd in gedeeltes geopend door de Compagnie des chemins de fer de l'Ouest, van Dreux naar Saint-Georges-Motel op 8 april 1873, van Saint-Georges-Motel naar Prey op 11 juli 1889 en van Prey naar Saint-Aubin-du-Vieil-Évreux op 1 juli 1888. Reizigersverkeer tussen Saint-Georges-Motel en Saint-Aubin-du-Vieil-Évreux werd opgeheven op 1 juli 1939 en tussen Dreux en Saint-Georges-Motel op 27 september 1969.
Goederenverkeer tussen Saint-Georges-Motel en Lignerolles-Champigny was er tot 1949, tussen Lignerolles-Champigny en Saint-André tot 3 april 1972, tussen Les Osmeaux en Saint-Georges-Motel tot 1 augustus 1989, tussen Dreux en Les Osmeaux tot oktober 2004 en tussen Saint-André en Saint-Aubin-du-Vieil-Évreux tot 2015. In 1998 is het gedeelte tussen Les Osmeaux en Saint-André opgebroken, de rest van de lijn is buiten gebruik.

## Aansluitingen
In de volgende plaatsen is of was er een aansluiting op de volgende spoorlijnen:
Dreux
RFN 395 000, spoorlijn tussen Sain-Cyr en Surdon
RFN 409 000, spoorlijn tussen Chartres en Dreux
RFN 554 000, spoorlijn tussen Auneau-Ville en Dreux
Saint-Georges-Motel
RFN 370 000, spoorlijn tussen Saint-Georges-Motel en Grand-Quevilly
Prey
RFN 422 000, spoorlijn tussen La Loupe en Prey
Saint-Aubin-du-Vieil-Évreux
RFN 366 000, spoorlijn tussen Mantes-la-Jolie en Cherbourg
RFN 404 950, fly-over van Saint-Aubin-du-Vieil-Évreux